# Synomera
Synomera là một chi bướm đêm thuộc họ Erebidae.